# José Benlliure y Gil
José Benlliure y Gil (ur. 30 września 1855 w El Cabanyal pod Walencją, zm. 5 kwietnia 1937 w Walencji) – hiszpański malarz.

## Życiorys
Pochodził z rodziny o tradycjach artystycznych. Ojciec Juan Antonio Benlliure Tomás był malarzem dekoratorem, bracia Mariano Benlliure i Juan Antonio Benlliure byli kolejno rzeźbiarzem i malarzem. Benlliure y Gil urodził się 30 września 1855 w Canyanelar w sąsiedztwie Cabanyal. Uczył się u pijarów, a następnie na Królewskiej Akademii Sztuk Pięknych San Carlos w Walencji, uczęszczając do pracowni malarza Francisca Domingo Marquesa. Został wysłany do szkoły hiszpańskiej w Rzymie, będąc stypendystą rządu hiszpańskiego w 1879. Zatrudniany był jako dekorator budynków państwowych. Zyskał sławę dzięki dużym obrazom o tematyce historycznej. W 1880 ożenił się z Marią Ortiz Fullaną, kupił dom w Rzymie, gdzie urodziło się czterech jego synów, m.in. malarz José Benlliure Ortiz. Był swego rodzaju leaderem hiszpańskiej kolonii artystycznej w Rzymie. W 1887 został nagrodzony w Madrycie za swój obraz Widok na Koloseum (hiszp. La visión del Coliseo). Należał do Królewskiej Akademii Sztuk Pięknych św. Ferdynanda w Madrycie, Akademii Świętego Łukasza w Rzymie, Królewskiej Akademii Sztuk Pięknych San Carlos w Walencji, Brera w Mediolanie oraz Akademii Sztuk Pięknych w Monachium. Zmarł w Walencji 5 kwietnia 1937.
Był autorem ilustracji do książek, m.in. "Vida de san Francisco de Asís" P. Torró (66 ilustracji, publikacja w 1926) oraz "La barraca" Vicente Blasco Ibáñeza (52 ilustracje).

## Dzieła
Szereg dzieł artysty znajduje się w Muzeum Sztuk Pięknych w Walencji, którego artysta był dyrektorem w latach 1924-1936. Kolekcja 150 dzieł znajduje się w Casa Museo Benlliure w Walencji przy ul. Blanquerias 23.
Wybrane obrazy:
- Widok na Koloseum –  XIX wiek, olej na płótnie, Muzeum Sztuk Pięknych w Walencji
- Św. Wincenty Ferreriusz głoszący kazanie na temat sądu ostatecznego
- Karnawał w Rzymie –  XIX wiek, olej na płótnie, 59.7 × 92 cm, kolekcja prywatna
- Wycieczka na wyspę San Giorgio Maggiore –  XIX wiek, olej na płótnie, 61 × 99.7 cm, kolekcja prywatna
- Hiszpańska zagroda –  XIX wiek, olej na płótnie, 22.2 × 32.4 cm, kolekcja prywatna
- Ministranci –  XX wiek, olej na płótnie, 108 × 105 cm, Muzeum Sztuk Pięknych w Walencji
- Kardynał rzymski –  XX wiek, olej na płótnie, 79 × 66 cm, Muzeum Sztuk Pięknych w Walencji
- Kapłan w szatach liturgicznych –  XX wiek, olej na płótnie, 85 × 63 cm, Muzeum Sztuk Pięknych w Walencji
- Wuj Andreu de Rocafort –  XX wiek, olej na płótnie, 99 × 68 cm, Muzeum Sztuk Pięknych w Walencji
- Przerwa w marszu –  1876, olej na płótnie, 118 × 168 cm, Muzeum Sztuk Pięknych w Walencji, własność Prado
- María Benlliure Ortiz –  ok. 1905, olej na płótnie, 94 × 66 cm, Muzeum Sztuk Pięknych w Walencji
- Wuj José Villar –  1919, olej na płótnie, 79 × 66 cm, Muzeum Sztuk Pięknych w Walencji
- Słuchanie mszy, Rocafort –  XX wiek, olej na płótnie, 98 × 148 cm, Muzeum Sztuk Pięknych w Walencji
- Msza w kaplicy –  XX wiek, olej na płótnie, 96 × 146 cm, Muzeum Sztuk Pięknych w Walencji
- Łódź Charona –  XX wiek, olej na płótnie, 103 × 176 cm, Muzeum Sztuk Pięknych w Walencji
- Ogród autora –  XX wiek, olej na płótnie, 49 × 42 cm, Muzeum Sztuk Pięknych w Walencji
- Suk –  XX wiek, olej na płótnie, 22.3 × 36 cm, Narodowe Muzeum Sztuk Pięknych w Buenos Aires
- Autoportret –  XX wiek, olej na płótnie, Muzeum Sztuk Pięknych w Walencji